# Lipogénesis

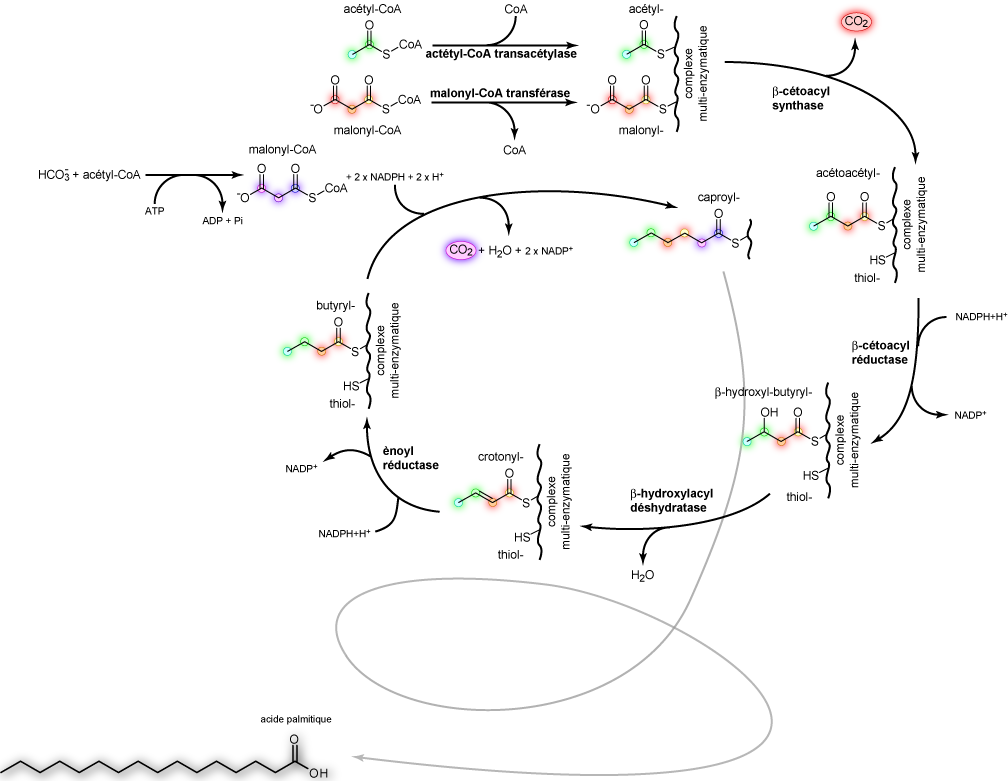
Biosíntesis de ácido palmítico, un ácido graso típico.A partir de acetil-CoA se forma una molécula de malonil-CoA, por carboxilación.Esta molécula de malonil-CoA reaccionará con otra molécula de acetil-CoA, para generar una cadena de cuatro átomos de carbono (se pierde un átomo de carbono en forma de CO_{2})
Sucesivas incorporaciones de moléculas de acetil-CoA conducen a la formación del ácido graso.El proceso consume energía en forma de ATP y poder reductor (NADPH).

La lipogénesis es la secuencia de reacciones bioquímicas por la cual son sintetizados los ácidos grasos de cadena larga para ser posteriormente esterificados (unidos con el glicerol) y así formar triglicéridos o grasas de reserva.

## Biosíntesis de ácidos grasos
La síntesis de ácidos grasos de cadena larga se realiza por medio de dos sistemas enzimáticos situados en el citoplasma celular:
- La acetil-CoA carboxilasa. Esta enzima convierte el acetil-CoA en malonil coA, que luego es utilizado para formar Ácido palmitico o palmitato gracias a la enzima Ácido graso sintasa requiriendo para ello NADPH, ATP, ion manganeso, biotina, Ácido pantotenico y bicarbonato como cofactores. Este sistema es imprescindible para la conversión de acetil-CoA en malonil-CoA.[2]

- Complejo de la ácido graso sintasa. Es un complejo multienzimático, que en los vertebrados consta de una sola cadena polipeptídica, con siete actividades enzimáticas separadas. La acción de la ácido graso sintasa cataliza la formación de palmitato a partir de una molécula de acetil-CoA y siete de malonil-CoA.

El alargamiento de la cadena de los ácidos grasos tiene lugar en el retículo endoplásmico, y es catalizado por el sistema enzimático de la elongasa microsomal.

## Control y regulación
La lipogénesis se regula en el paso de acetil-CoA carboxilasa por modificadores alostéricas, modificación covalente e inducción y represión de la síntesis enzimática. El citrato activa la enzima (no en bacterias ni en plantas); los acil-CoA de cadena larga inhiben su actividad. A corto plazo, la insulina activa la acetil-CoA carboxilasa por desfosforilación de residuos de serina. El glucagón y la adrenalina tienen acciones opuestas a la insulina, ya que aumentan el AMP cíclico, logrando inactivar a la enzima.